# Enakonožci
Enakonožci, tudi raki enakonožci, enakonožni raki ali mokrice (znanstveno ime Isopoda), so red višjih rakov, v katerega uvrščamo približno 10.000 danes živečih opisanih vrst. Približno polovica vrst živi na kopnem, s čimer so najuspešnejša skupina rakov, ki je poselila kopno.

## Telesne značilnosti
So hrbtno-trebušno (dorzoventralno) sploščene živali, dolge večinoma med 5 in 15 mm, največji predstavnik, globokomorski Bathynomus giganteus, pa doseže 42 cm v dolžino in je širok 15 cm. Večinoma so sivkaste ali rjavkaste varovalne barve, mnogo vrst pa ima tudi kromatofore, s katerimi lahko prilagajajo obarvanost skeleta ozadju. Pri mnogo kopenskih predstavnikih in tudi pri nekaterih vodnih se je razvila sposobnost zvijanja v kroglico za obrambo.
Podobno kot postranice nimajo koša (karapaksa); členjenost je večinoma jasna, le členi zadka so zraščeni v večji ali manjši meri. Zadnji je skoraj pri vseh zraščen s telzonom, pri osličkih (podred Asellota) pa praviloma vsi razen prvega ali drugega in tvorijo značilno zadkovo ploščo. Hrbtne plošče (tergiti) pri mnogih predstavnikih segajo navzven na bočni strani. Gledano s hrbtne strani sta oprsje in zadek enako široka, tako da med njima ni jasne meje. Prvi par oprsnih okončin je kleščasto oblikovan, preostalih sedem parov pa so enovejnate noge, prilagojene za plazenje po podlagi. Zadkove okončine (pleopodi) so lahko sploščene in tvorijo površino za izmenjavo plinov (nekakšne škrge), kar je posebnost pri rakih. Z njimi lahko tudi plavajo.
Na glavi sta dva para tipalnic, od katerih je drugi mnogo večji od prvega, pri kopenskih predstavnikih je slednji zakrnel. Poleg njih so ob strani glave še drobne sestavljene oči.

## Ekologija
Večina predstavnikov je vsejedih mrhovinarjev, nekaj predstavnikov je plenilskih (denimo največji, Bathynomus giganteus), več skupin pa je prešlo tudi na zajedavski način življenja. Nekatere mrhovinarske vrste so delni rastlinojedci. Številni se prehranjujejo z odmrlim lesom v katerega vrtajo in nekateri lahko povzročijo veliko škode na lesenih dokih v pristaniščih. V prebavilu imajo simbiontske bakterije, ki razgrajujejo celulozo. Mnoge zajedavske vrste so drastično preoblikovane in niso podobne prosto živečim. Obustne okončine imajo prilagojene za prebadanje in sesanje krvi, noge pa za pritrjanje na gostitelja. Največkrat zajedajo na ribah ali drugih rakih.
Kopenske vrste (v slovenščini jim pravimo »prašički«) so različno občutljive na izsuševanje, a v splošnem so manj prilagojene na kopno kot drugi členonožci, zato jih najdemo samo v vlažnih okoljih, največkrat v bližini morja. Domneva se, da so poselili kopno neposredno iz morja. Večina jih tudi na kopnem diha s škrgami, ki morajo biti vedno vlažne. Največ vode izgubijo skozi tanek skelet na trebušni strani, saj nimajo voskaste plasti, ki bi preprečevala izhlapevanje. Zato se zadržujejo v temnih in vlažnih kotičkih, verjetno pa lahko k varčevanju z vodo pripomore tudi zvijanje v kroglico. Le vrste, ki so najbolje prilagojene na življenje na kopnem, imajo v pleopodih odprtino, ki vodi v omrežje cevk, podobnih vzdušnicam.
Morske vrste so bentoške, živijo v vseh globinah do globokega oceana. Razširjeni so po vsem svetu, predvsem v območjih z zmernim in tropskim podnebjem.

## Razmnoževanje
Pri večini kopenskih predstavnikov sta parjenju namenjena preoblikovana prva dva para zadkovih okončin; drugi par je votel in se napolni s spermo, ki jo samec s prvim parom vnese v samičino spolno odprtino ob strani telesa. Mnoge vrste se lahko parijo samo med samičino levitvijo ali tik po njej. Jajčeca dozorevajo v valilni vrečki (marsupiju), ki je tudi pri kopenskih vrstah vedno napolnjena s tekočino, tako da se razvijajo v vodnem okolju. Naenkrat dozori od nekaj do nekaj sto jajčec. Ličinke so podobne odraslim živalim, navadno po izvalitvi ne ostanejo pri samici. Živijo dve do tri leta in imajo enega ali dve legli na leto.

## Klasifikacija
Na osnovi dejstva, da se zarod razvija v valilni vrečki, uvrščamo enakonožce med rake valilničarje (Peracarida), skupaj s postranicami, kozicami vrečarkami, repači in nekaterimi manj znanimi skupinami.
Sistematska razvrstitev taksonov, ki jih uvrščamo med enakonožce, še ni povsem dorečena. Po sodobni klasifikaciji delimo red v 11 podredov:
- Asellota Latreille, 1802 (oslički)
- Calabozoidea Van Lieshout, 1983
- Cymothoida Wägele, 1989
- Limnoriidea Brandt & Poore, 2002
- Microcerberidea Lang, 1961
- Oniscidea Latreille, 1802 (prašički ali kočiči)
- Phoratopidea Brandt & Poore, 2003
- Phreatoicidea Stebbing, 1893
- Sphaeromatidea Wägele, 1989
- Tainisopidea Brandt & Poore, 2003
- Valvifera Sars, 1882 (mokrice loputičarke)

### Enakonožci v Sloveniji
Za Slovenijo je znanih okrog 20 vrst sladkovodnih in okrog 70 vrst kopenskih enakonožcev, v obeh skupinah so favnistično posebej zanimive jamske. Starejši viri navajajo za Tržaški zaliv okrog 30 vrst morskih enakonožcev, vendar je v novejšem času ta skupina povsem neraziskana. Splošno so razširjeni med drugim vodni osliček (Asellus aquaticus), marogasti prašiček (Trachelipus rathkei) in navadni pasavček (Armadillidium vulgare). Pogost v človekovih bivališčih je tudi sinantropni navadni oz. kletni prašiček (Porcellio scaber).